# Estádio Presidente Vargas (Santa Maria)
O Estádio Presidente Vargas, também conhecido como Baixada Melancólica, é um estádio de futebol brasileiro que está localizado no bairro Noal, na cidade de Santa Maria, estado do Rio Grande do Sul.
É de propriedade do Esporte Clube Internacional, clube da cidade filiado à Federação Gaúcha de Futebol.
Em 2013, após vistoria dos bombeiros, o estádio teve sua capacidade reduzida de 12.000 à 6.554 pessoas, realizando todas as reformas para atender aos requisitos da FIFA, como por exemplo a criação de portões com saída para o gramado e 4 novos portões de entrada/saída para dar vazão ao estádio.
Em 2013, o Esporte Clube Internacional firmou convênio com a equipe de futebol americano Santa Maria Soldiers, de Santa Maria, para utilizarem o estádio conjuntamente.